# 하네오카 메이미
하네오카 메이미(羽丘 芽美)는 《괴도 세인트 테일》에 등장하는 주인공이다. 한국판 이름은 샐리.

## 개요
9월 29일생, 천칭자리, 혈액형은 A형, 외동딸.
본 작의 주인공. 성 폴리아 학원 중등부 2학년에 다니는 평범한 소녀지만, 밤이 되면 매우 날렵한 운동신경을 바탕으로 괴도 세인트 테일로 변신 해 활약한다. 밝고 명랑하며 약간 소심한 구석도 있는 전형적인 여중생으로 때때로 덜렁대서 실수할 때도 있지만, 그래도 정의감이 남다르고 불쌍한 사람들은 그냥 못 지나치는 여리고 상냥한 마음씨를 가졌다. 자신을 잡으려는 아스카 주니어와는 학교에선 항상 말다툼을 하지만 서서히 그에게 호감을 느끼고 후에는 아스카 주니어에게 잡혀주게 되면서 세인트 테일의 명성을 버려버리고(전설이 되어버린 건 물론이다) 8년 후 아스카 다이키로부터 약혼반지를 받으면서 인연은 결실을 맺게 된다.